# (134039) Stephaniebarnes
(134039) Stephaniebarnes est un astéroïde de la ceinture principale extérieure, et plus spécifiquement du groupe de Hilda.

## Description
(134039) Stephaniebarnes est un astéroïde du groupe de Hilda. Il présente une orbite caractérisée par un demi-grand axe de 3,97 UA, une excentricité de 0,27 et une inclinaison de 9,67° par rapport à l'écliptique.
Il est nommé d'après un contributeur de la mission OSIRIS-REx dont l'objet est l'étude de l'astéroïde (101955) Bénou.

## Compléments